# Kosihy nad Ipľom
Kosihy nad Ipľom este o comună slovacă, aflată în districtul Veľký Krtíš din regiunea Banská Bystrica. Localitatea se află la altitudinea de 138 m deasupra n.m., se întinde pe o suprafață de 6,83 km2 și în 2017 număra 407 locuitori.

## Istoric
Localitatea Kosihy nad Ipľom este atestată documentar din 1326.

## Demografie
| An:                | 1994 | 2004   | 2014    | 2024    |
| ------------------ | ---- | ------ | ------- | ------- |
| Număr de persoane: | 487  | 481    | 428     | 367     |
| Diferență:         |      | −1,23% | −11,01% | −14,25% |

| An:                | 2023 | 2024   |
| ------------------ | ---- | ------ |
| Număr de persoane: | 381  | 367    |
| Diferență:         |      | −3,67% |